# Ivete Sangalo
Ivete Maria Dias de Sangalo, coneguda artísticament només com Ivete Sangalo   (Juazeiro, 27 de maig de 1972), és una cantant, presentadora i actriu brasilera. Pertany al gènere axé music i a la Música Popular Brasileira. Als anys 90 va publicar 6 discos amb el grup Banda Eva, i més de 25 com a solista. Les seves cançons també són conegudes a Portugal i Cap Verd. Ha guanyat 4 Premis Grammy Llatins.
A més de la seva exitosa carrera musical, s'ha tornat una cara molt popular en la televisió del Brasil, presentant diversos programes d'entreteniment i fent petites intervencions en sèries, a més de pel·lícules.

## Discografia

### Amb Banda Eva (1993-1998)
- Banda Eva (1993)
- Pra Abalar (1994)
- Hora H (1995)
- Beleza Rara (1996)
- Banda Eva Ao Vivo (1997)
- Banda Eva, Você e Eu (1998)

### En solitari
- Ivete Sangalo (1999)
- Beat Beleza (2000)
- Festa (2002)
- Clube Carnavalesco Inocentes em Progresso (2003)
- MTV Ao Vivo - Ivete Sangalo (2004)
- As Super Novas (2005)
- Multishow ao Vivo: Ivete no Maracanã (2007)
- Veveta e Saulinho - A Casa Amarela (2008)
- Pode Entrar: Multishow Registro (2009)
- Multishow ao Vivo: Ivete Sangalo no Madison Square Garden (2010)
- Ivete, Gil e Caetano (2012)
- Real Fantasia (2012)
- Multishow ao Vivo: Ivete Sangalo 20 Anos (2014)
- Viva Tim Maia! (2015)
- Acústico em Trancoso (2016)
- Live Experience (2019)
- Onda Boa com Ivete (2022)